# Лабанорское староство
Лабанорское староство (лит. Labanoro seniūnija) — административно-территориальная единица в составе Швенчёнского района Литвы. Административный центр — село Лабанорас. Население — 386 человек, плотность населения — 1,3 чел/км (низкая для восточной Литвы).

## География
Занимает северо-западную часть района. Площадь территории староства — 290 км². Большая часть территории покрыта лесами преимущественно сосновыми. На территории староства расположены следующие озёра: Лабанорас (Лабаноро), Пяршокшнай, Рашис, Дидисай-Сяурис, Мажасяй-Сяурис, Балтас и другие.
Вся территория староства находится в пределах Лабанорского регионального парка.

## Состав староства
В состав Лабанорского староства входит 61 населённый пункт. Крупнейшие: Лабанорас, Янулишкис, Падумбле.